# Tarde Livre
Tarde Livre é o primeiro single do terceiro álbum de estúdio, intitulado Praieiro da banda de rock cearense Selvagens à Procura de Lei. A áudio da canção foi disponibilizada no dia 6 de novembro de 2015 e o download digital em 7 de novembro de 2015. Antes disso, a banda já havia apresentado a canção ao vivo em Fortaleza, no dia 1° de novembro de 2015, em um show exclusivo de lançamento. O clipe da canção será lançado no dia 5 de dezembro do mesmo ano, em uma pré-estreia na cidade de Fortaleza. O single foi eleito o melhor do ano de 2016 por leitores da Revista Rolling Stone

## Composição e lançamento
Já em 2014, a banda já anunciou o lançamento de um novo álbum, mais tarde intitulado "Praieiro". Desde então, algumas músicas foram tocadas em shows e festivais. "Tarde Livre" fala sobre o momento de transição da banda, radicada em São Paulo desde 2013. "Tarde Livre' fala sobre [ter] confiança na caminhada e seguir em frente no que você acredita. É sobre se entregar sem medo. Não há forma melhor para começar a fase do Praieiro", fala o vocalista Gabriel sobre a canção, que completa "Apesar de pouco tempo de banda, já passamos por muitas coisas e são nesses momentos de reflexão que conseguimos botar para fora tudo que está guardado.".
A canção foi composta enquanto a banda passava pela mudança de Residência de Fortaleza, cidade natal da banda, para São Paulo, e assim como o resto do álbum, apresenta uma sonoridade tranquila de um cenário litorâneo. "A abordagem fica clara no single. Balada acústica nos primeiros segundos, a canção cresce em animação e ganha nova dinâmica no refrão (cheio de ganchos cativantes). Há também um toque de marasmo nas transições e timbres, além de uma letra esperançosa.", escreve a revista Rolling Stone Brasil sobre a música. "É uma música ao mesmo tempo suave e explosiva”, explica Rafael.

## Vídeo musical
O video clipe da música foi gravado e lançado no dia 5 de dezembro de 2015, em pré-estreia na cidade de Fortaleza. Foi dirigido por Juliane Peixoto e Adriele Freitas e produzido por João “Malaiala” Cabral e Gabriela Parente. Nele a banda mostra uma Fortaleza "que poucos percebem", visitando locais naturais poucos frequentados no estado do Ceará.

## Premiação
| Ano  | Prêmio                | Categoria            | Resultado |
| ---- | --------------------- | -------------------- | --------- |
| 2016 | Revista Rolling Stone | Melhor Single do Ano | Venceu    |

## Créditos
Rafael Martins - violão, guitarra rítmica e vocal líder
Gabriel Aragão - guitarra solo e vocal de apoio
Caio Evangelista - baixo e vocal de apoio
Nicholas Magalhães - bateria
Robledo Silva - teclados
Jota Erre - percussão